# Sam Rivers (saxofonista)
Sam Rivers (25 de setembro de 1923 - 26 de dezembro de 2011) foi um músico e compositor de jazz estadunidense. Ele tocava saxofone, clarinete, piano, harmônica e flauta em tenor e soprano. Ativo no jazz desde a década de 1950, Rivers ganhou maior destaque durante os anos 70 e 80 no free jazz.